# Орланци (община Кичево)
 Тази статия е за кичевското село.  За скопското село вижте Орланци (община Арачиново).  
Орланци (на македонска литературна норма: Орланци) е село в Северна Македония, община Кичево.

## География
Разположено е в областта Рабетинкол в югоизточното подножие на Челоица.

## История
В XIX век Орланци е село в Кичевска каза на Османската империя. Църквата „Свети Никола“ е изградена в 1872 година. В „Етнография на вилаетите Адрианопол, Монастир и Салоника“, издадена в Константинопол в 1878 година и отразяваща статистиката на населението от 1873 година, Орланци (Orlantzi) е посочено като село с 48 домакинства със 184 жители българи.
През 1868 година жители на Орланци са спомоществуватели за осем екземпляра от изданието на „Поучително евангелие“ на Софроний Врачански. Това са: поп Кръсто Стефанов, Трайко Богоев, Иван Богданов- симитчия, Раде Силянов - касапин, братя Петрови, Михаил Алексов - за сина му Сава, Риста Стоянович - за сина му и Кръста Здравков - бояджия.
Според статистиката на Васил Кънчов („Македония. Етнография и статистика“) към 1900 година в Орланци живеят 640 българи християни. На Етнографската карта на Битолския вилает на Картографския институт в София от 1901 година Орланци е чисто българско село в Кичевската каза на Битолския санджак със 100 къщи.
Селото пострадва през Илинденско-Преображенското въстание.
Според митрополит Поликарп Дебърски и Велешки в 1904 година в Орланце има 36 сръбски къщи. По данни на секретаря на Българската екзархия Димитър Мишев („La Macédoine et sa Population Chrétienne“) в 1905 година в Орланци има 800 българи екзархисти и в селото функционира българско училище.
Статистика, изготвена от кичевския училищен инспектор Кръстю Димчев през лятото на 1909 година, дава следните данни за Орланци:
| Домакинства | Гурбетчии | Грамотни | Грамотни | Грамотни | Неграмотни | Неграмотни | Неграмотни |
| Домакинства | Гурбетчии | мъже     | жени     | общо     | мъже       | жени       | общо       |
| ----------- | --------- | -------- | -------- | -------- | ---------- | ---------- | ---------- |
| 98          | 170       | 153      | 42       | 195      | 181        | 242        | 423        |

При избухването на Балканската война един човек от Орланци е доброволец в Македоно-одринското опълчение.
След Междусъюзническата война в 1913 година селото попада в Сърбия.
По време на българското управление на Вардарска Македония през Първата световна война Орленци е център на община от пет села в Кичевка околия на Битолски окръг и има 610 жители.
На етническата си карта на Северозападна Македония в 1929 година Афанасий Селишчев отбелязва Орланци като българско село.
Църквата „Света Неделя“, изградена на основи на по-стара църква от 1938/39 година, е осветена на 7 август 2005 година от митрополит Тимотей Дебърско-Кичевски.
По време на българското управление на Вардарска Македония през Втората световна война, Орланци е част от община Челопеци и през 1942-1943 година в него функционира читалище „Георги Сугарев“.
Според преброяването от 2002 година селото има 37 жители македонци.
От 1996 до 2013 година селото е част от община Вранещица.

## Личности
Родени в Орланци
- Везира Спасе, българка, православна, арестувана през 1903 година, обвинена в „помагане на българските разбойници с подготвяне на фишеци и укриване“, осъдена от Извънредния съд на 3 години каторга, лежал в Битолския затвор, амнистирана с общата амнистия от 12 април 1904 година[15]
- Козма Дебърски (около 1835 – 1918), български духовник, дебърски митрополит
- Кръстьо Стефанов (? – 1911), български духовник
- Методия Белев (1892 – 1972), ученик в Солунската гимназия, атентатор на ВМРО
- Насте Печурков (1885 – 1903), български революционер
- Петър Белев (1821 – 3 декември 1894), български революционер
- Йоше Белев(ски) и синът му Санде Белев, убити в юни 1907 година от сърбомани
- Силян, свещеник, деец на сръбската пропаганда в 1911 година, с месечна сръбска заплата три лири[16]

Свързани с Орланци
- Ставра Тръпкович (1874 – ?), политик от Кралство Югославия, по произход от Орланци